# Vzpírání
Vzpírání je olympijská sportovní disciplína, při které se vzpěrač snaží kombinací síly a rychlosti zdvihnout nad hlavu co nejtěžší zátěž pomocí přesně předepsaných cviků. Mezinárodní organizací zastřešující soutěže ve vzpírání je Mezinárodní vzpěračská federace (IWF) se sídlem v Lausanne.

Nejvyšší českou soutěží družstev je 1. liga mužů.

## Soutěžní disciplíny

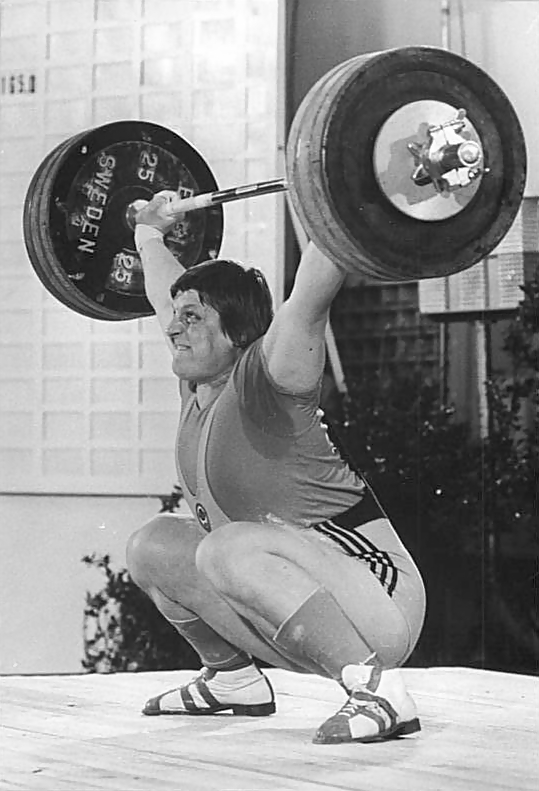
Leonid Taraněnko při trhu na Mistrovství SSSR 1986

Soutěž vzpěračů je složena ze dvou disciplín:
- Trh soupažný (zkráceně trh)
- Nadhoz soupažný (zkráceně nadhoz)

Součet výkonů v trhu a v nadhozu tvoří tzv. „olympijský dvojboj“ (zkráceně dvojboj), který je jako jediná vzpěračská disciplína součástí aktuálního olympijského programu.
Na programu olympijských her se vzpírání poprvé objevilo již na I. olympijských hrách v roce 1896 v řeckých Aténách. Od roku 1920 bylo vzpírání bez přestávky na programu všech olympijských her až do současnosti. V letech 1928–1972 se na OH soutěžilo v olympijském trojboji (třetí disciplínou byl tlak soupažný vestoje, někdy označovaný také jako tah), od roku 1976 jsou na olympijských hrách udělovány medaile za výsledky v olympijském dvojboji.

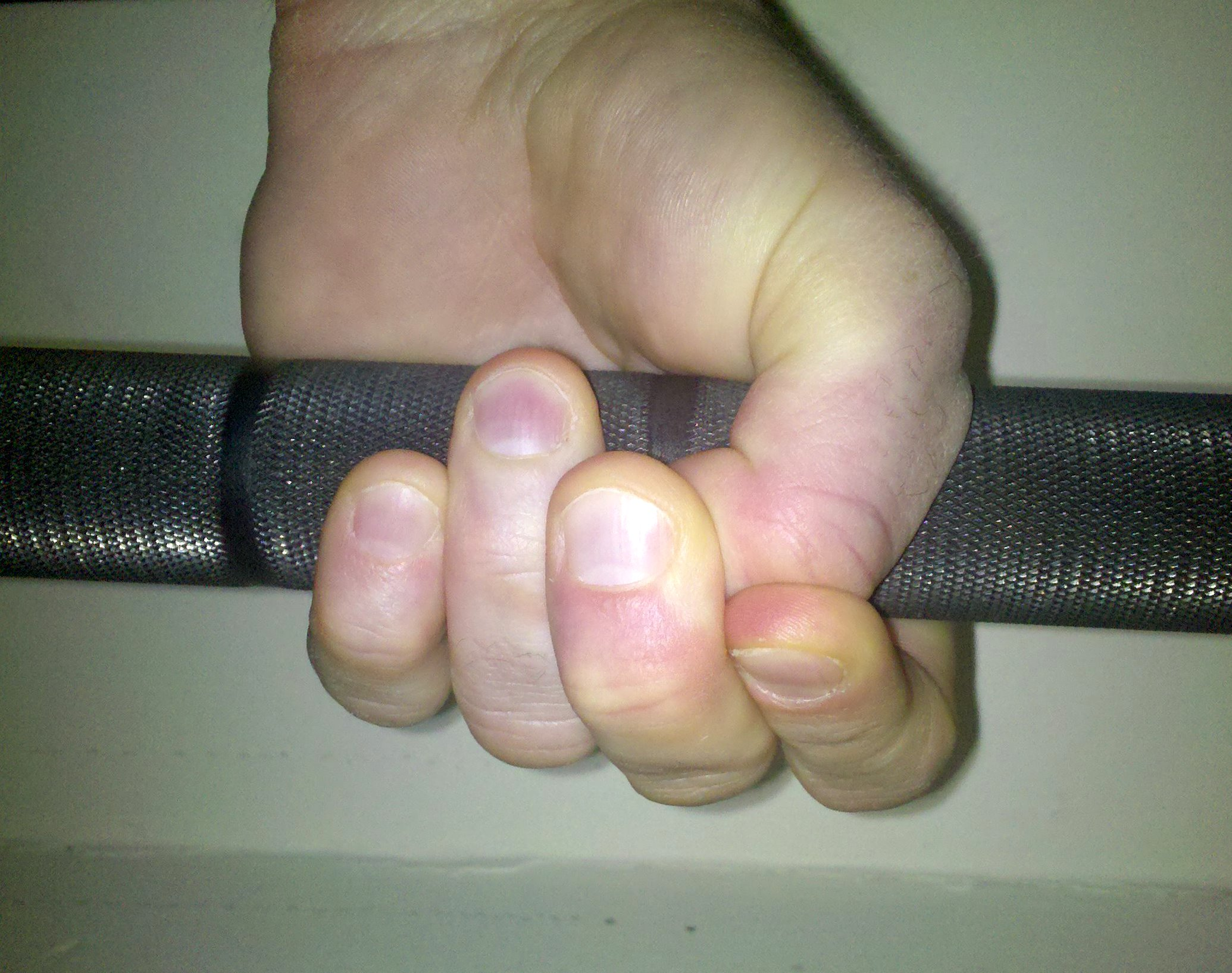
„Zámkový“ úchop

### Všeobecná pravidla
Při vzpírání je povoleno používat tzv. „zámkový“ úchop (při úchopu činky je palec částečně překryt ostatními prsty). Dále pokud používají dřepovou techniku, mohou si závodníci při trhu a přemístění pomáhat všemožnými pohupy za předpokladu, že ty nebudou v rozporu s dalšími pravidly. Je zakázáno používání různých olejů, maziv, vody, mastku nebo jakýchkoli dalších podobných mazacích prostředků. Je povoleno pouze používání magnézia. Od roku 2013 mohou závodníci používat také bezprsté rukavice.
Za nezdařený je považovaný každý nedokončený pokus, kdy osa činky dosáhne úrovně kolen. Činku musí závodník po signálu rozhodčích závodník spustit před sebe; úchop činky přitom může uvolnit až v momentě, kdy se činka nachází v úrovni ramen.

### Trh

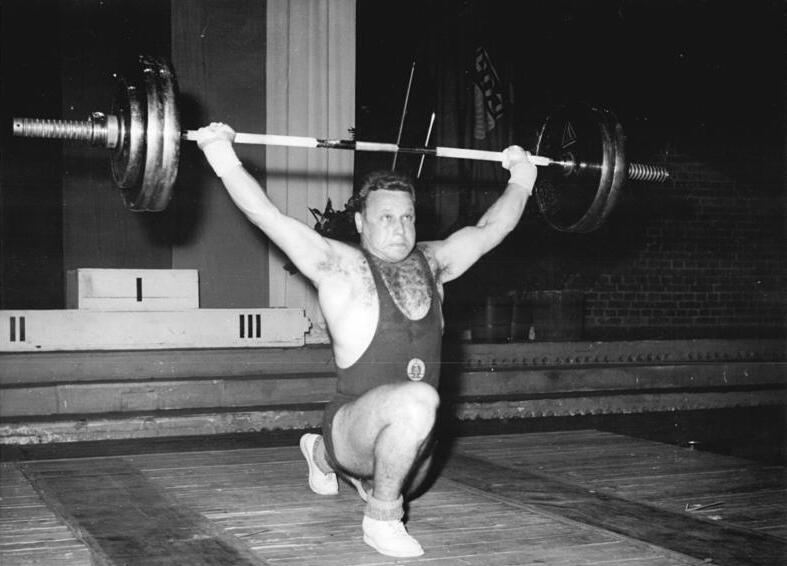
Dieter Döhring na národním mistrovství v roce 1961. V trhu používá dnes méně obvyklou techniku, při které jdou nohy do výpadu

Trh je takový způsob, při kterém je činka zdvihnuta nad hlavu jediným souvislým pohybem.
Činka je umístěna podélně uprostřed vymezené podložky. Závodník zaujímá výchozí pozici za činkou. Uchopí ji v pozici s pokrčenými koleny. Činka je uchopena nadhmatem a vytažena jediným pohybem z podložky nad hlavu do plného propnutí obou paží, přičemž závodník může nohy pokrčit nebo mohou nohy jít do výpadu. Během tohoto souvislého pohybu vzhůru se činka pohybuje v těsné blízkosti těla a může sklouznout po stehnech. Během pokusu v trhu se žádná jiná část těla kromě chodidel nesmí dotknout podložky. Závodník může ve výpadu či ve dřepu vydržet libovolně dlouhou dobu. Zdvihnutá činka musí být ustálena v konečné poloze bez pohybu, přičemž paže a nohy musí být plně propnuty, chodidla musí být v jedné přímce paralelně s osou těla a činky. Závodník poté čeká na signál rozhodčích k položení činky zpět na vymezenou podložku. Rozhodčí dají signál k položení činky v okamžiku, kdy se závodník ustálí a nepohybuje v žádné části těla.
IWF

### Nadhoz

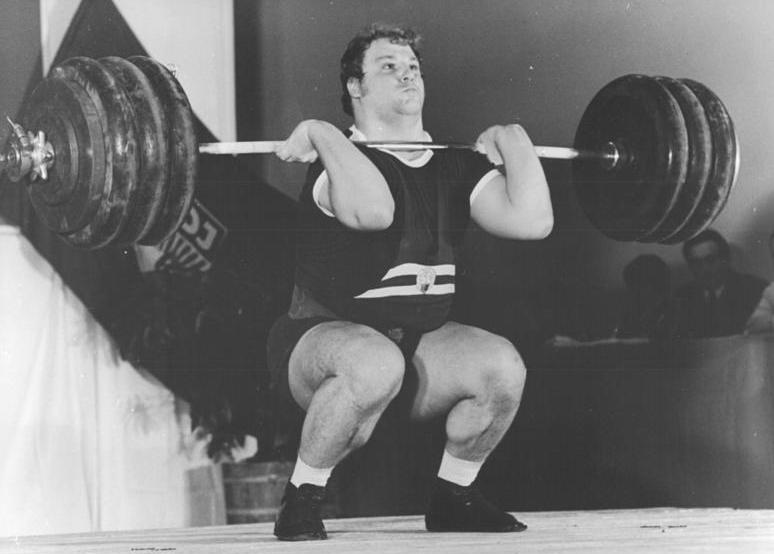
Východoněmecký vzpěrač Gerd Bonk při přemístění

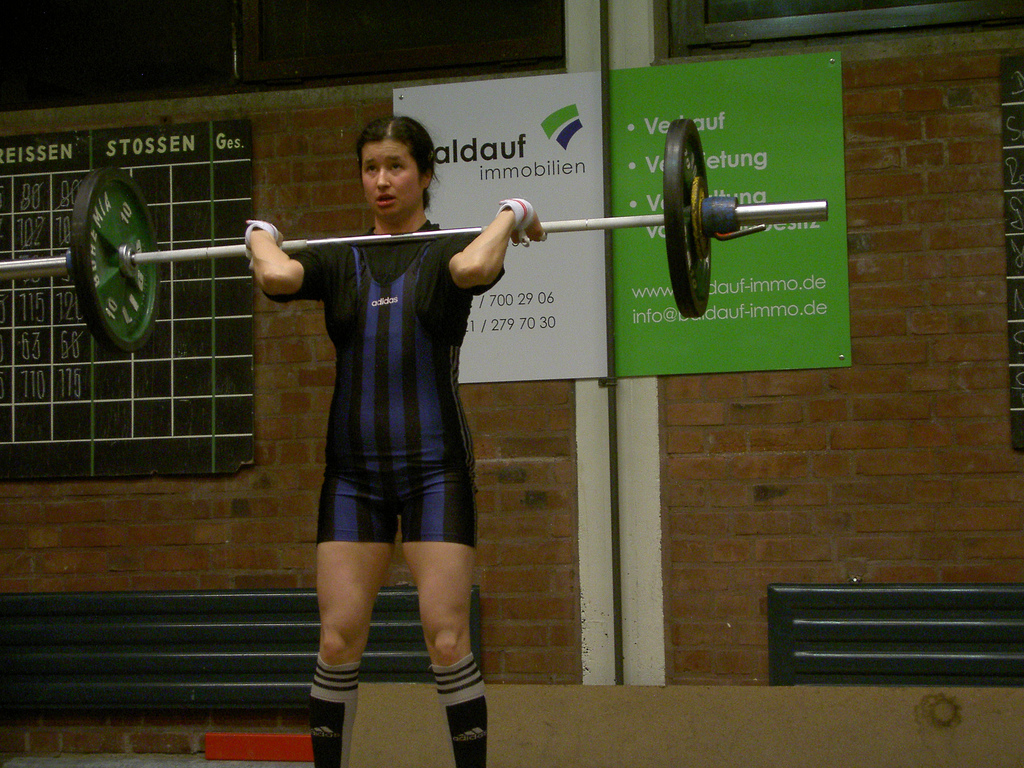
Závodnice při nadhozu

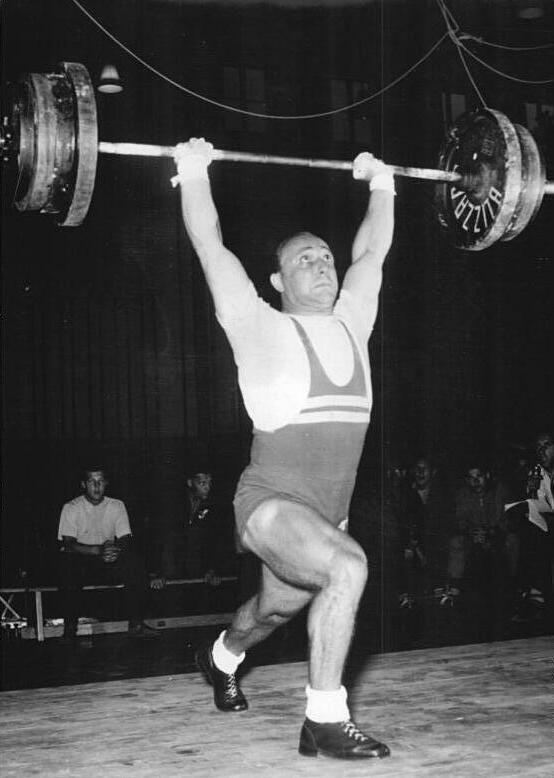
Günther Siebert na vzpěračské soutěži v Lipsku v roce 1956. Na fotografii je zachycen při výrazu

Nadhoz sestává ze dvou pohybů: přemístění činky na ramena a následným vyražením nad hlavu. Výsledky dosahované v nadhozu jsou u všech vrcholových vzpěračů vyšší než v trhu.
[První část, přemístění]: Činka je umístěna podélně uprostřed vymezené podložky. Závodník zaujímá výchozí pozici za činkou. Uchopí ji v pozici s pokrčenými koleny. Činka je uchopena nadhmatem a vytažena jediným pohybem z podložky na ramena, přičemž závodník může nohy pokrčit nebo mohou nohy jít do výpadu. Během tohoto souvislého pohybu vzhůru se činka pohybuje v těsné blízkosti těla a může sklouznout po stehnech. Před dosažením konečné polohy na klíční kosti, hrudi či pouze na zcela pokrčených pažích se činka hrudi nesmí dotknout. Před zahájením výrazu musí závodník srovnat chodidla zpět do jedné přímky a nohy musí mít zcela propnuté. Během přemístění se žádná jiná část těla kromě chodidel nesmí dotknout podložky. Závodník není v průběhu pokusu omezen žádným časovým limitem, přemístění však musí dokončit srovnáním chodidel do jedné přímky, a to paralelně s osou těla i činky.

[Druhá část, výraz]: Po dokončení přemístění a před zahájením výrazu se závodník musí ustálit a nesmí být v jakémkoli pohybu, kolena plně propnutá. Poté krčí a následně propíná nohy, zatímco zároveň jedním pohybem vzhůru vyráží činku nad hlavu do plného propnutí paží. Nohy musí pokrčit, nebo mohou jít do výpadu. Závodník následně srovnává chodidla do jedné přímky, paralelně s osou těla a činky; za stálého propnutí nohou i paží čeká na signál rozhodčích, kteří mu dají pokyn položit činku zpět na vymezenou podložku.
Rozhodčí dají signál k položení činky v okamžiku, kdy se závodník ustálí a nepohybuje se v žádné části těla.
Před výrazem může závodník upravit polohu činky z následujících důvodů: aby odstranil zámkový úchop, pokud činka v původní poloze brání v dýchání, pokud činka v původní poloze způsobuje bolest, pokud chce změnit šíři úchopu činky.

Výše zmíněné případy nejsou považovány za dodatečný pokus o výraz.
IWF

### Zakázané pohyby, techniky a pozice
- výtah z visu, resp. přerušení pohybu vzhůru během výtahu činky
- podložky se dotkne jakákoliv jiná část těla než chodidla
- přerušení plynulého propínání paží
- dokončení pokusu „dotlačením,“ tj. propínání paží pokračuje i poté, kdy již závodník dosáhl nejnižší pozice ve dřepu/výpadu; platí v trhu a při výrazu
- pokrčení a opětovné propnutí loktů při dokončování pokusu
- opuštění vymezené podložky v průběhu pokusu (dotykem jakékoliv části těla oblasti mimo vymezenou podložku)
- uvolnění úchopu při spouštění činky v okamžiku, kdy se činka nachází nad úrovní ramen
- vrácení činky mimo podložku (činka se nejprve celá musí dotknout podložky)
- závodník zahájí pokus neobrácen ke středovému rozhodčímu
- vrácení činky na podložku před dosažením předepsané závěrečné polohy
- nestejnoměrné nebo neúplné propnutí paží v konečné poloze (netýká se závodníků s objektivní anatomickou indispozicí)
- dokončení pokusu bez srovnání chodidel do jedné přímky, paralelně s osou činky a těla
- neúplné propnutí kolen v konečné poloze
- kontakt činky s obuví
- [trh]: přerušení jednoho souvislého pohybu při zvedání činky
- [přemístění]: položení činky na ramena před dosažením konečné polohy
- [přemístění]: kontakt stehen či kolen s lokty či předloktím
- [výraz]: jakákoli nedokončená snaha (či náznak) o výraz, včetně snížení těla či pokrčení kolen
- [výraz]: jakákoli úmyslná snaha o rozkývání činky, která by mohla vést k získání výhody; závodník musí být před zahájením výrazu bez pohybu[1]

## Hmotnostní kategorie a způsoby přepočtu výkonů na body
Ve vzpírání soutěží muži i ženy v 10 různých hmotnostních kategoriích (současné hmotnostní kategorie jsou v platnosti od 1. listopadu 2018), přičemž do programu olympijských her je jich zařazeno aktuálně pět pro každé pohlaví:
- Muži
  - do 55 kg
  - do 61 kg (olympijská)
  - do 67 kg
  - do 73 kg (olympijská)
  - do 81 kg
  - do 89 kg (olympijská)
  - do 96 kg
  - do 102 kg (olympijská)
  - do 109 kg
  - nad 109 kg (olympijská: nad 102 kg)

- Ženy
  - do 45 kg
  - do 49 kg (olympijská)
  - do 55 kg
  - do 59 kg (olympijská)
  - do 64 kg
  - do 71 kg (olympijská)
  - do 76 kg
  - do 81 kg (olympijská)
  - do 87 kg
  - nad 87 kg (olympijská: nad 81 kg)

Mládež do 17 let soutěží v následujících hmotnostních kategoriích:
- Chlapci
  - do 49 kg
  - do 55 kg
  - do 61 kg
  - do 67 kg
  - do 73 kg
  - do 81 kg
  - do 89 kg
  - do 96 kg
  - do 102 kg
  - nad 102 kg

- Dívky
  - do 40 kg
  - do 45 kg
  - do 49 kg
  - do 55 kg
  - do 59 kg
  - do 64 kg
  - do 71 kg
  - do 76 kg
  - do 81 kg
  - nad 81 kg

Další hmotnostní kategorie se mohou používat např. u žákovských kategorií.
Výkony v různých hmotnostních kategoriích lze vzájemně porovnávat. V roce 2018 zavedla Mezinárodní vzpěračská federace pro tento účel jako oficiální systém tzv. Robiho body. Název je odvozen od jména tvůrce systému, Maďara Roberta Nagyho. Matematická funkce, na které je systém založen, má exponenciální průběh. Závodník, který ve své hmotnostní kategorii v olympijském dvojboji vyrovná světový rekord, vybojuje 1000 Robiho bodů. Závodník, jehož konečný výsledek bude představovat pouze 50 % hodnoty světové rekordu, pak vybojuje 100 Robiho bodů (tedy 10 %). 
Velice rozšířený a dlouhodobě užívaný je také systém, který zavedl Kanaďan Roy Sinclair. Na základě tělesné hmotnosti je vypočítán tzv. Sinclairův koeficient, což je matematická funkce a nabývá hodnot v závislosti na tělesné hmotnosti závodníka. Pomocí Sinclairova koeficientu je pak výkon závodníka převeden na tzv. Sinclairovy body. Na rozdíl od Robiho systému mají Sinclairovy body na výsledku závodníka lineární závislost. Závodník, který při stejné tělesné hmotnosti dosáhne dvakrát lepšího výsledku, získá dvakrát více Sinclairových bodů. Tabulky pro převod tělesné hmotnosti na Sinclairův koeficient jsou aktualizovány po každém proběhlém olympijském cyklu.
Modifikací Sinclairova koeficientu vznikl též Sinclairův-Meltzerův-Faberův koeficient, který bere do úvahy také věk závodníků od 31 let výše. Používá se v soutěžích masters.
Systémy přepočtu výkonů na body se používají např. v ligových soutěžích družstev, ve kterých vítězí družstvo s nejvyšším počtem dosažených bodů. Poprvé bude systém přepočtu výkonu na body využit v kvalifikaci na Letní olympijské hry 2020 (konkrétně systém Robiho bodů).

## Průběh vzpěračské soutěže

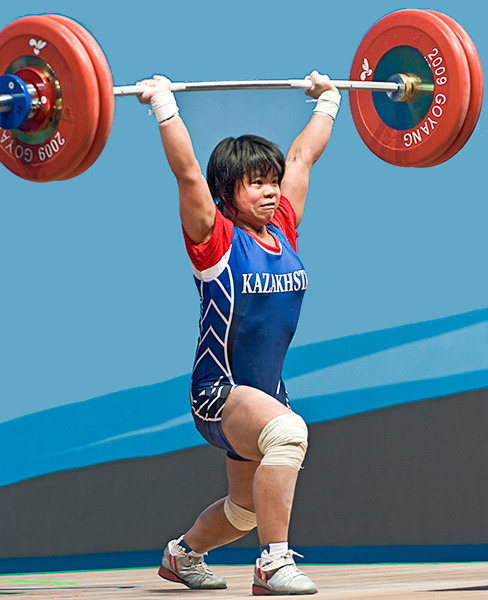
Zulfija Činšanlo z Kazachstánu při úspěšném pokusu v nadhozu na váze 129 kg. Tímto pokusem získala na Mistrovství světa 2009 zlatou medaili v nadhozu a dvojboji

V průběhu vzpěračské soutěže se nejprve soutěží v trhu a až poté v nadhozu. Mezi oběma disciplínami je přestávka. Soutěži samotné předchází vážení závodníků a závodnic, které slouží k jejich rozřazení do hmotnostních kategorií nebo alespoň jako základ pro přepočet jejich výkonů na Sinclairovy či Robiho body.
V každé z obou disciplín má soutěžící k dispozici 3 pokusy, na každý pokus má časový limit 1 minuty. Časový limit se začíná počítat v okamžiku, kdy je na činku naložena požadovaná hmotnost a hlasatel vyvolá závodníkovo jméno. Hodiny se zastavují v okamžiku, kdy se činka odlepí od podložky. Pokud osa nedosáhne výše kolen, není to počítáno jako zahájený pokus, hodiny se znovu spouštějí a závodník může pokus znovu zahájit. Pokud uplyne celý časový limit, hodnotí rozhodčí pokus jako neplatný.
Činka je nakládána zpravidla tak, že hmotnost na ní naložená postupně vzrůstá (platí ve většině soutěží, pokud není stanoveno jinak – kdy např. všichni závodníci nejprve absolvují 1. pokusy, pak teprve závodníci zahájí „2. kolo“ pokusů atp.; v rámci jednotlivých „kol“ ale tato zásada platí). Pokud je na ní tedy naložena určitá hmotnost a hodiny již běží, nelze již hmotnost na čince snížit. Logicky tedy v soutěži vzpírají nejdříve závodníci, kteří nahlásili nižší zvedané hmotnosti a soutěž s rostoucími kilogramy graduje. Hmotnost na čince je vždy násobkem 1 kg.
Faktory, které určují pořadí závodníků, ve kterém jsou vyvoláváni v průběhu soutěže ke svým pokusům (v následujícím pořadí):
1. hmotnost na čince (nejnižší dříve)
2. číslo pokusu (nejnižší dříve)
3. pořadí, v jakém závodníci nastoupili k předchozím pokusům (ten, který zvedal dříve, jde první)
4. startovní číslo (nejnižší dříve)
Na správné provedení techniky a dodržování dalších pravidel dohlíží trojice rozhodčích. Rozhodčí jsou si vzájemně rovni a rozhodují ve sboru. Pokud při provedení pokusu neshledají žádný problém, stisknou bílé tlačítko. Pokud se závodník dopustil v průběhu pokusu technické chyby, porušil některé z pravidel nebo pokus vůbec nedokončil, stisknou červené tlačítko (pokud není používán elektronický systém, jsou využívány barevné vlajky). Červené tlačítko by měli v průběhu pokusu mačkat okamžitě, jakmile zaznamenají jakýkoli prohřešek proti pravidlům. Pokud alespoň dva rozhodčí zmáčkli tlačítko stejné barvy, vydá elektronické zařízení vizuální a akustický signál „dolů“ (pokud není používán elektronický systém, vydá pokyn paží a hlasem středový rozhodčí). Rozhodčí mohou své rozhodnutí do 3 sekund zvrátit, pak systém zveřejní rozhodnutí rozhodčích publiku (k tomu slouží bílá a červená světla). O platnosti či neplatnosti pokusu rozhoduje prostá většina, tj. 2 bílá světla a 1 červené znamenají platný pokus; 2 červená světla a 1 bílé znamenají neplatný pokus. Pokud je na soutěži přítomna jury (vždy např. na OH, MS a kontinentálních mistrovstvích), může ta rozhodnutí rozhodčích jednomyslným rozhodnutím zvrátit. Během rokování jury je soutěž zastavena.

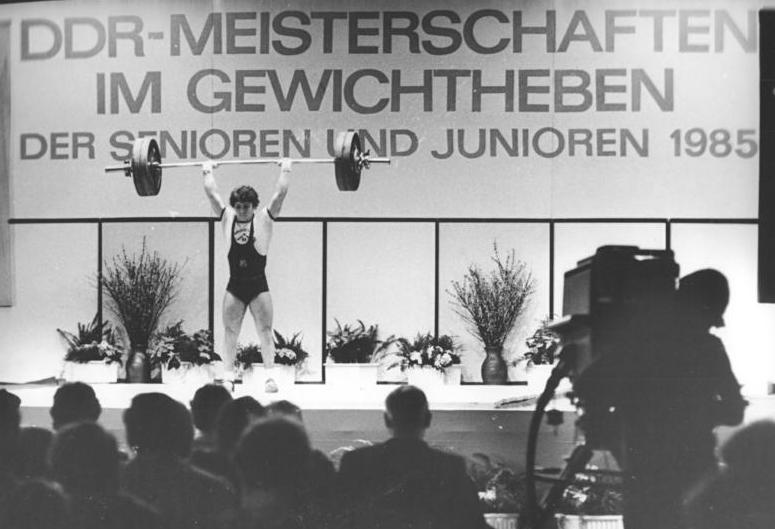
Mistrovství NDR seniorů a juniorů v roce 1985

V případě, že je závodníkovi pokus uznán jako platný a zbývá mu další pokus, pokračuje na libovolně vyšší hmotnosti, minimálně však o 1 kg vyšší (pokud závodník žádnou hmotnost včas nenahlásí, pokračuje automaticky na hmotnosti o 1 kg vyšší). Pokud mu byl pokus uznán jako neplatný a zbývá mu další pokus, může se znovu pokoušet zvednout stejnou hmotnost, nebo pokračovat na libovolně vyšší hmotnosti. Pokud se stane, že je závodník nucen absolvovat 2 pokusy za sebou (viz pravidla pro vyvolávání závodníků k pokusům), má závodník k dispozici časový limit 2 minut. Hmotnost, kterou závodník (nebo jeho trenér) nahlásí, může být až dvakrát změněna (platí pro každý pokus). Nahlášení a změny mohou být provedeny při zastavených hodinách, pokusech ostatních závodníků a také během prvních 30 sekund časového limitu příslušného závodníka. V případě časového limitu 2 minut a po řádném nahlášení hmotnosti dalšího pokusu během prvních 30 sekund časového limitu lze změny provádět během prvních 90 sekund časového limitu příslušného závodníka.
Od roku 2019 na vrcholných soutěžích pořádaných Mezinárodní vzpěračskou federací má jury pro své rozhodování k dispozici oficiální videozáznam, který musí být k dispozici nejméně ze čtyřech předepsaných úhlů. Každý závodník na soutěži, kde je technologie oficiálního videozáznamu k dispozici, může v průběhu soutěže vznést jednu námitku k jury proti rozhodnutí rozhodčích o neplatnosti svého pokusu. Pokud jury dá závodníkovi za pravdu, možnost námitky mu zůstává, v opačném případě propadá. Námitku je nutné vznést předtím, než další závodník nastoupí na vyvýšené pódium ke svému pokusu a zároveň než je mu spuštěn časový limit pro absolvování pokusu.

### Určování pořadí
Pro určování pořadí v trhu, nadhozu a dvojboji se v rámci soutěže jedné skupiny postupuje podle následujících faktorů, uvedených postupně podle priorit od nejvyšší po nejnižší:
1. výsledek (tj. vzepřené kilogramy, nejvyšší první), pokud je shodný, pak:
2. tělesná hmotnost (nejnižší první), pokud je shodná, pak: (pravidlo bylo k 1. 1. 2017 zrušeno)
3. pořadí pokusu, ve kterém byl dosažen nejlepší výsledek (nejnižší první), pokud je shodné, pak:
4. předchozí pokus/pokusy (nejnižší první), pokud je shodné, pak:
5. vylosované startovní číslo (nejnižší první)
V praxi se tedy výše umístí závodník, který výsledku dosáhl v průběhu soutěže dříve (např. při rovnosti výkonu ve dvojboji se lépe umístí závodník, který zaznamenal horší výsledek v nadhozu).
V případě, že soutěž byla z organizačních a praktických důvodů rozdělena do několika skupin, se výše umístí závodník, který soutěžil ve skupině, která se konala chronologicky dříve.
S platností od roku 2017 zrušila Mezinárodní vzpěračská federace pravidlo zvýhodňující závodníka s nižší tělesnou hmotností. V případě, že závodník s nižší tělesnou hmotností v minulosti vyrovnal výkon svého soupeře, umístil se v konečném pořadí před ním. Podle nových pravidel je k posunu v pořadí nutné vždy výkon soupeře překonat, což kromě jiných výhod vzpěračskou soutěž zjednodušilo z pohledu diváka.
Uvedený princip určování pořadí platí pro soutěže pořádané na základě rozdělení závodníků do hmotnostních kategorií. V soutěžích, kde o celkovém pořadí rozhoduje přepočet výkonu na Sinclairovy či Robiho body, rozhoduje o konečném pořadí počet dosažených bodů.

## Sportovní vybavení
Mezi základní sportovní potřeby používané při vzpírání patří vzpěračský dres, speciální obuv (se silnou podrážkou pod patou), činka (tj. osy, uzávěry a kotouče v různých hmotnostech), dřevěná platforma (tréninková o rozměrech přibližně 3 × 2,5 m a soutěžní 4 × 4 m), vzpěračský opasek (o šířce maximálně 12 cm), bandáže, obvazy, magnézium, bezprsté rukavice aj. Při tréninku se používají různé stojany, bedny aj., které jsou využívány při různých vzpěračských cvicích (dřepy, výrazy atp.).
Osy, kotouče a závěry jsou používány podle norem IWF.
Standardní mužské osy mají normovanou hmotnost 20 kg, ženské osy váží 15 kg. Každý z uzávěrů na čince váží 2,5 kg.
U kotoučů se používá následující normované barevné odlišení:
- 25 kg (červená)
- 20 kg (modrá)
- 15 kg (žlutá)
- 10 kg (zelená)
- 5 kg (bílá)
- 2,5 kg (červená)
- 2 kg (modrá)
- 1,5 kg (žlutá)
- 1 kg (zelená)
- 0,5 kg (bílá)

### Světoví výrobci vzpěračského vybavení
Výrobci s licencí IWF:
- Eleiko, Švédsko
- Werk-san, Turecko
- Uesaka, Japonsko
- Zhang Kong (张孔), Čína
- Double Happiness Sports (红双喜), Čína

Další výrobci vzpěračského vybavení:
- Ligo, Česko – osy, kotouče a závěry
- Leoko, Finsko
- Pallini, Francie
- Pendlay, Spojené státy
- Rogue Fitness, Spojené státy
- Ivanko, Spojené státy
- Pound Zero, Spojené státy – výrobky založené na váze udávané v librách
- Mavrik, Spojené státy
- Adidas, Německo – oblečení a obuv
- Risto – obuv, oblečení, pásy, bandáže

## Vzpíraní v kinematografii
- Million Dollar Legs (Spojené státy, 1932) – absurdní komedie, inspirovaná soutěžemi X. Her
- Viděno osmi (SRN/Spojené státy, 1973) – oficiální dokumentární snímek OH v Mnichově, část režírovaná Mai Zetterlingovou se věnuje vzpěračským soutěžím
- The 500 Pound Jerk (Spojené státy, 1973) – komedie, zasazená do kontextu OH v Mnichově
- Celý svet nad hlavou (Československo, 1983) – televizní film o stěhovákovi trpícím Scheuermannovou nemocí, který využije svých silových dispozic k uplatnění se v profesionálním světě vzpíraní
- Lift the World (Maďarsko, 2015) – celovečerní dokumentární snímek, vyprodukovaný Mezinárodní vzpěračskou federací za účelem propagace sportu
- The Impossible Dream (JAR/Nový Zéland, ve stádiu příprav) – životopisné drama o osudech Preciouse McKenzieho, v kontextu jihoafrické politiky apartheidu
- Weightlifting fairy Kim Bok Joo (Jižní Korea, 2016) – romantická komedie o dívce, která sportovně vzpírá